# Keszü, Baranya
Keszü este un sat în districtul Pécs, județul Baranya, Ungaria, având o populație de 1.225 de locuitori (2011). 

## Demografie
Componența etnică a satului Keszü
     Maghiari (83,44%)
     Germani (6,19%)
     Romi (5,6%)
     Croați (3,68%)
     Necunoscut (0,5%)
     Alții (0,59%)
Componența confesională a satului Keszü
     Romano-catolici (43,1%)
     Fără religie (16,9%)
     Reformați (6,04%)
     Atei (1,71%)
     Luterani (1,14%)
     Necunoscută (30,29%)
     Alte religii (1,31%)
Conform recensământului din 2011, satul Keszü avea 1.225 de locuitori. Din punct de vedere etnic, majoritatea locuitorilor (83,44%) erau maghiari, existând și minorități de germani (6,19%), romi (5,6%) și croați (3,68%). Apartenența etnică nu este cunoscută în cazul a 0,5% din locuitori. Nu există o religie majoritară, locuitorii fiind romano-catolici (43,1%), persoane fără religie (16,9%), reformați (6,04%), atei (1,71%) și luterani (1,14%). Pentru 30,29% din locuitori nu este cunoscută apartenența confesională.